# Mariano de la Paz Graells
Mariano de la Paz Graells y de la Agüera (Tricio, 24 de enero de 1809-Madrid, 14 de febrero de 1898) fue un médico, naturalista y político español, tío materno del historiador Florencio Janer y miembro fundador de la Real Academia de Ciencias Exactas, Físicas y Naturales de la que fue vicepresidente y presidente de su sección de Ciencias.

## Biografía
Hijo del médico Ignacio Graells y Ferrer, fue doctor en Medicina y Cirugía, catedrático de Anatomía Comparada en la Universidad Central y consejero de Agricultura. También fue miembro de diferentes sociedades y corporaciones científicas, además de senador por la Sociedad Económica de Barcelona (1881-1884) y por la provincia de Barcelona (1887-1890).

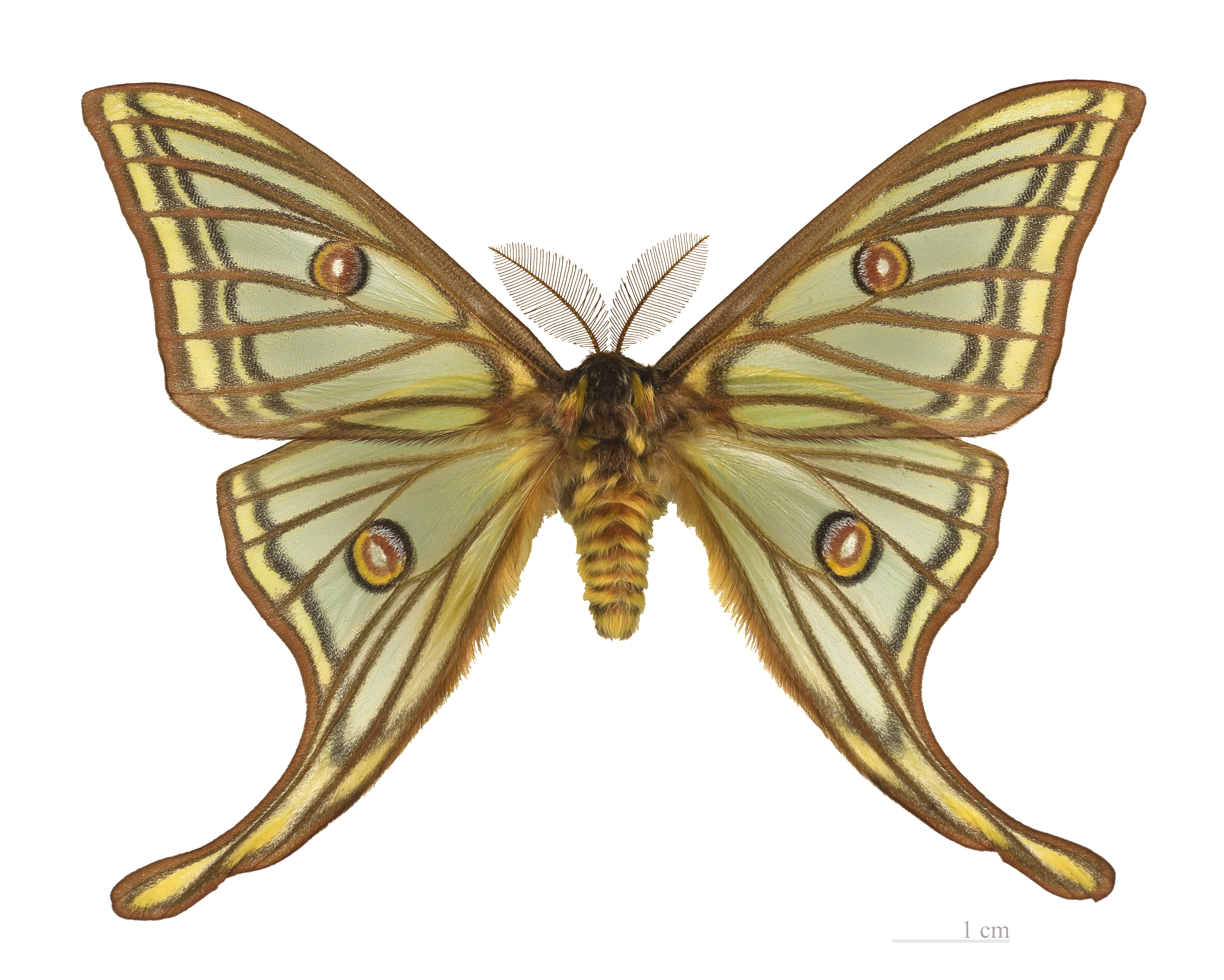
Graellsia isabellae macho.

En 1837 fue nombrado catedrático de Zoología en el entonces Real Museo de Ciencias Naturales y director de su Real Jardín Botánico de Madrid, más tarde ocupó la cátedra de Anatomía y Fisiología comparada en la Universidad Central.
Su labor como entomólogo también fue muy destacada, al publicar unos 75 trabajos, describiendo especies nuevas entre la que destaca el magnífico lepidóptero Graellsia isabelae cuyo nombre científico deriva de su apellido.
En 1847 realizó la primera excavación paleontológica sistemática de restos de vertebrados en España, los restos de un Elephas antiquus en el yacimiento del cerro de San Isidro, ayudado por varios alumnos y con la colaboración de Laureano Pérez Arcas y Casiano de Prado.

## Algunas publicaciones
- mariano de la Paz Graells. 1852. Descripción de un lepidóptero nuevo, perteneciente a la fauna central de España: dedicado a S. M. la Reina Doña Isabel II. Ed. Impr. Eusebio Aguado, 4 p.

### Libros
- mariano de la Paz Graells. 1889. Las ballenas en las costas oceánicas de España: Noticias recogidas é investigaciones hechas. Volumen 13, Parte 3 de Memorias, Físicas y Naturales de Madrid R. Academia de Ciencias Exactas. Editor Luis Aguado, 115 p.

- ---------------------------------. 1897. Fauna mastodológica ibérica. Volumen 17 de Memorias de la Real Academia de Ciencias Exactas, Físicas y Naturales. Editor Real Academia de Ciencias Exactas, Físicas y Naturales de Madrid, 806 p.

- ---------------------------------. 1879. Prontuario filoxérico: dedicado a los viticultores españoles y delegados oficiales que hayan de ejercer la indispensable vigilancia para impedir o contener la propagación de la plaga de las viñas, producida por la filoxera. Editor Establecimiento tipográfico de Segundo Martínez, 61 p.

- ---------------------------------. 1873. Aplicaciones de la historia natural al arte militar: las palomas en la guerra : primera conferencia celebrada en el Ateneo del Ejército y Armada. 37 p.

- ---------------------------------. 1867a. Exposiciones internacionales de pesca y aqüicultura de Arcachon y Boulogne-sur-Mer. Editor Establecimiento tipográfico de Estrada, Díaz y López, 436 p.

- ---------------------------------. 1867b. Aqüicultura: estudios y observaciones sobre los establecimientos piscícolas, ostrícolas, de crustáceos y mejillones de la Bahía de Arcachon, Ensenada de l'Aiguillon, Isla de Ré, Laboratorio de Concarneau, Bahía de La Forest, y pesca y especulación sardinera en la misma localidad, piscicultura de ... Ed. Establecimiento tipográfico de Estrada, Díaz y López, 218 p.

- ---------------------------------. 1864a. Manual práctico de piscicultura: ó, Prontuario para servir de guia al piscicultor en España, y á los empleados de la administración pública en nuestras aguas dulces y saladas. Ed. D. E. Aguado, 264 p.

- ---------------------------------. 1864b. El jardín botánico y zoológico de Madrid: Paseo instructivo y recreativo para todos. Ed. Imprenta de Alejandro Gómez Fuentenebro, 84 p.

- ---------------------------------. 1854. Indicatio plantarum novarum, aut nondum recte cognitarum, quas in pugillo primo descripsit iconibusque illustravit. 30 p.

- ---------------------------------, apollinaire Bouchardat, miguel Colmeiro, luis Sánchez Toca. 1848. Tratado completo de historia natural: con 318 grabados intercalados en el testo [sic]. 2ª ed. de Librería de Ángel Calleja.

- ---------------------------------. 1846. Catálogo de los moluscos terrestres y de agua dulce observados en España, y descripción y notas de algunas especies nuevas o poco conocidas del mismo país. Editor Librería de Viuda e Hijos de Antonio Calleja, 23 p.

## Honores

### Eponimia
Género botánico
- (Brassicaceae) Graellsia Boiss., 1842[6]

Género zoológico
- (Saturniidae) Graellsia Grote, 1896

Especies zoológicas
- Allognathus graellsianus
- Ischnura graellsii
- Larus fuscus graellsii
- Luciobarbus graellsii
- Meles meles marianensis
- Pycnogaster graellsii
- Saguinus graellsi

## Fuente

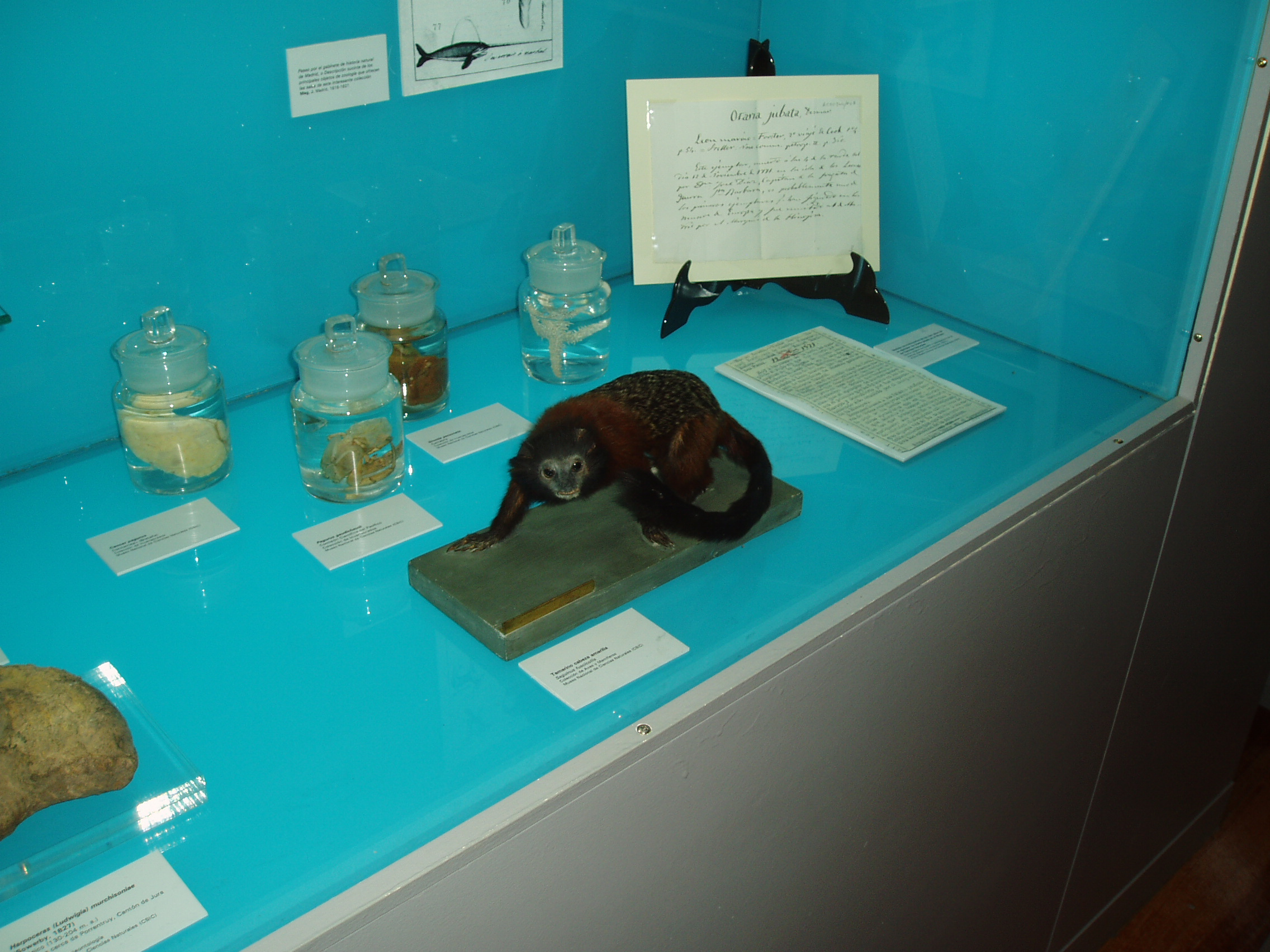
Vitrina de una exposición sobre Graells en el Museo Nacional de Ciencias Naturales de Madrid, España. Se observa un ejemplar disecado de tamarino (Saguinus fuscicollis).

- RAC.es
- La abreviatura «Graells» se emplea para indicar a Mariano de la Paz Graells como autoridad en la descripción y clasificación científica de los vegetales.[7]

## Abreviatura (zoología)
La abreviatura Graells  se emplea para indicar a Mariano de la Paz Graells como autoridad en la descripción y taxonomía en zoología.